# Pachycordyle mashikoi
Pachycordyle mashikoi is een hydroïdpoliep uit de familie Bougainvilliidae. De poliep komt uit het geslacht Pachycordyle. Pachycordyle mashikoi werd in 1952 voor het eerst wetenschappelijk beschreven door Itô. 